# 沃爾切萊鄉 (科瓦斯納縣)
45°51′10.33″N 25°40′53.45″E / 45.8528694°N 25.6815139°E
沃爾切萊鄉（羅馬尼亞語：Comuna Vâlcele, Covasna），是羅馬尼亞的鄉份，位於該國中部，由科瓦斯納縣負責管轄，面積61平方公里，海拔高度666米，2007年人口4,084，人口密度每平方公里67人。